# Cal osseux
Ne doit pas être confondu avec le cal qui concerne la peau. Voir également la page d'homonymie Cal.

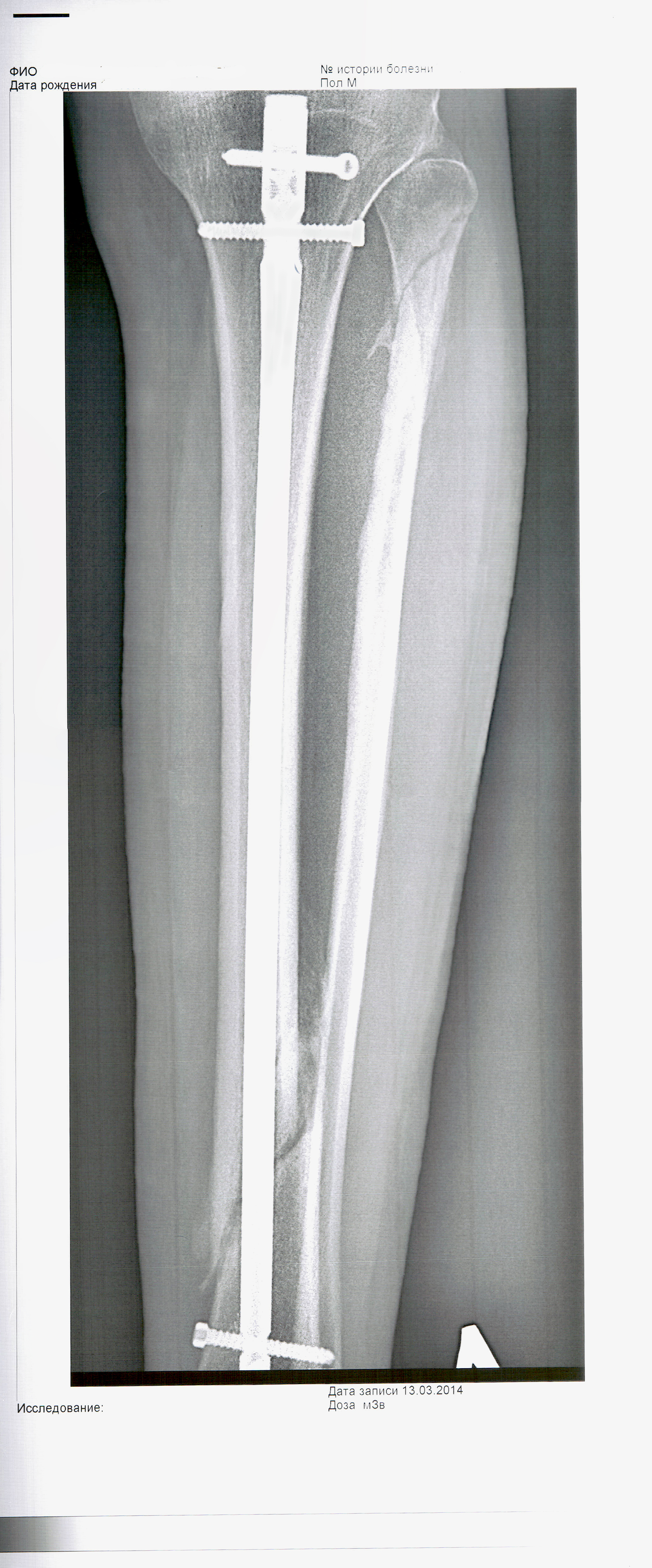
Radiographie d'une ostéosynthèse de fractures multiples du tibia et du péroné montrant la formation d'un cal dans la partie inférieure de la diaphyse du tibia et dans la partie supérieure de la diaphyse du péroné.

Le cal osseux est la substance osseuse, initialement formée à partir de tissu conjonctif, qui permet la consolidation d'un os fracturé.

## Genèse
La cicatrisation qui aboutit au cal osseux se forme en plusieurs étapes. 
D'abord se forme un cal provisoire appelé cal conjonctif qui permet d'aboutir en quelques semaines à une certaine consolidation : on parle parfois d'os immature. En pratique très précocement, un hématome se développe au sein du foyer de fracture, puis des cellules mésenchymateuses pluripotentes se différencient ensuite en chondroblastes, ostéoblastes et fibroblastes sous l'influence de médiateurs de l'inflammation, de facteurs angiogéniques, de facteurs de croissance et aussi des forces de pression qui s'exercent sur le foyer de fracture d'autant plus qu'il est correctement immobilisé, enfin un tissu de granulation remplace ainsi progressivement l'hématome et 
est lui-même remplacé par un tissu fibreux puis par la formation d'un cal fibrocartilagineux. Ces étapes stabilisent progressivement le foyer de fracture et la
vascularisation s'y organise.
Ensuite le cal s'ossifie progressivement en quelques mois par ostéogénèse endochondrale et périostée jusqu'à l'union des abouts osseux ; ce nouvel os se remanie très lentement et devient identique à l'os anciennement fracturé.

## Anomalies du cal
L'immobilisation correcte d'une fracture, par pose d'un plâtre, d'une résine ou de broches, permet au cal de se développer normalement dans des délais propres à chacun des os. Si la consolidation ne respecte pas l'anatomie initiale de l'os, on parle de cal vicieux. Lorsque le cal osseux ne se développe pas ou se développe mal, on aboutit à une pseudarthrose (formation d'une nouvelle articulation, anormale, due à l'absence totale et définitive de consolidation osseuse).
Lorsque la cicatrisation se fait mais que le cal engendre une mauvaise position (par exemple défaut d'alignement), on parle donc de cal vicieux ou de cal difforme. Lorsqu'il y a surabondance de tissu osseux au niveau du cal on parle de cal exubérant. Enfin lorsque le cal est source de douleur, soit parce qu'il comprime un nerf, ou parce qu'il est siège d'une inflammation, on parle de cal douloureux.